# Anton Olegowitsch Schwez
Anton Olegowitsch Schwez (russisch Антон Олегович Швец; * 26. April 1993 in Henitschesk, Ukraine) ist ein russisch-georgischer Fußballspieler.

## Karriere

### Verein
Schwez kam zur Saison 2011/12 aus der Jugend von Spartak Moskau nach Spanien zu Real Saragossa. Im Februar 2012 debütierte er für die zweite Mannschaft Saragossas in der Segunda División B. In der Saison 2011/12 kam er insgesamt zu vier Drittligaeinsätzen für Saragossa B. In der Saison 2012/13 absolvierte er 32 Partien in der dritthöchsten spanischen Spielklasse, aus der er mit der Mannschaft jedoch zu Saisonende abstieg. Im September 2013 stand er gegen Real Madrid Castilla erstmals im Profikader von Saragossa. Sein Debüt in der Segunda División gab er im März 2014, als er am 31. Spieltag der Saison 2013/14 gegen Deportivo La Coruña in der 86. Minute für César Arzo eingewechselt wurde. Dies blieb sein einziger Einsatz für die erste Mannschaft.
Zur Saison 2014/15 wechselte Schwez zum FC Villarreal, für dessen drittklassige Zweitmannschaft er spielen sollte. In seiner ersten Saison für Villarreal B absolvierte er 30 Drittligapartien, zudem stand er zweimal einsatzlos im Kader der Profis. In der Spielzeit 2015/16 kam der Mittelfeldspieler 20 Mal zum Einsatz, 2016/17 21 Mal.
Zur Saison 2017/18 kehrte Schwez nach Russland zurück und schloss sich Achmat Grosny an. Für die Tschetschenen kam er in der seiner ersten Saison zu 25 Einsätzen in der Premjer-Liga, in denen er drei Tore erzielte. In der Saison 2018/19 absolvierte er 20 Partien in der höchsten russischen Spielklasse. In der Spielzeit 2019/20 kam er zu 19 Einsätzen für Achmat.

### Nationalmannschaft
Schwez lehnte 2013 eine Einladung für die georgische U-21-Auswahl ab, da er für Russland spielen wollte. Im November 2017 stand er gegen Spanien erstmals im Kader Russlands A-Nationalmannschaft. Sein Debüt für diese gab er schließlich im März 2018, als er in einem Testspiel gegen Frankreich in der 76. Minute für Alexander Jerochin eingewechselt wurde.

## Persönliches
Schwez wurde als Sohn einer Georgierin in der Ukraine geboren und lebte auch in seiner Kindheit eine Zeit lang in Georgien. Daher besitzt er auch einen georgischen Pass.